# NGC 3353
NGC 3353 este o galaxie activă situată în constelația Ursa Mare. A fost descoperită în 1790 de către William Herschel. Se află la o distanță de 16 megaparseci de Pământ.